# Wiesnerina
Wiesnerina es un género de foraminífero bentónico de la Subfamilia Parafissurininae, de la Familia Ellipsolagenidae, de la Superfamilia Polymorphinoidea, del Suborden Lagenina y del Orden Lagenida. Su especie-tipo es Lagena unguis. Su rango cronoestratigráfico abarca desde el Pleistoceno hasta la Actualidad.

## Discusión
Clasificaciones previas incluían Wiesnerina en la Superfamilia Nodosarioidea.

## Clasificación
Se han descrito numerosas especies de Wiesnerina. Entre las especies más interesantes o más conocidas destacan:
- Wiesnerina unguis

Un listado completo de las especies descritas en el género Wiesnerina puede verse en el siguiente anexo.